# Klaxoon
Klaxoon, a Wrike Company est une société française spécialisée dans le développement de logiciels.

## Historique

### Création
C’est en 2014 que l’entreprise Klaxoon sera créée, Regards restant la société-mère. La plateforme sera officiellement lancée en 2015 par Matthieu Beucher,.

### Investissements
En septembre 2016, Klaxoon lève 5 millions d'euros lors de son premier tour de table auprès de différents investisseurs : fonds new-yorkais, fonds San Francisco, fonds breton et des business angels, dont Xavier Niel.
En mars 2019, Klaxoon annonce une connexion de ses outils numériques avec la plateforme américaine Dropbox.
En janvier 2023, Matthieu Beucher, fondateur de Klaxoon, annonce la nomination d’Hervé Simonin en tant que Directeur Général de l’entreprise et président du Conseil d’Administration.

### Rachat
En décembre 2024, la société annonce son rachat par la société américaine Wrike,.
Début 2025, l'entreprise change de nom et devient alors Klaxoon, a Wrike Company.
En juin 2025, Hervé Simonin quitte la direction de Klaxoon, laissant place au PDG américain de Wrike, Thomas Scott.